# San Juan Bautista Coapala
San Juan Bautista Coapala är en ort i Mexiko.   Den ligger i kommunen Atlixtac och delstaten Guerrero, i den sydöstra delen av landet, 220 km söder om huvudstaden Mexico City. San Juan Bautista Coapala ligger 2 092 meter över havet och antalet invånare är 864.
Terrängen runt San Juan Bautista Coapala är kuperad. Runt San Juan Bautista Coapala är det ganska glesbefolkat, med 40 invånare per kvadratkilometer. Närmaste större samhälle är Copanatoyac, 13,7 km öster om San Juan Bautista Coapala. I omgivningarna runt San Juan Bautista Coapala växer huvudsakligen savannskog.